# グラスミーネ43
グラスミーネ43（ドイツ語: Glasmine 43）とは、第二次世界大戦中のドイツ国防軍で使われ、弾体にガラスを使用した対人地雷である。この地雷は非金属製地雷の初期の形態を持ち、金属量をごく僅かとする設計によって、連合国軍の使用する地雷探知機（金属探知機）で探知される可能性を少なくしていた。使用金属量を減らすことは、他の用途があって価値の高い戦時資源の消費を抑えるという理由から有益だった。

## 説明

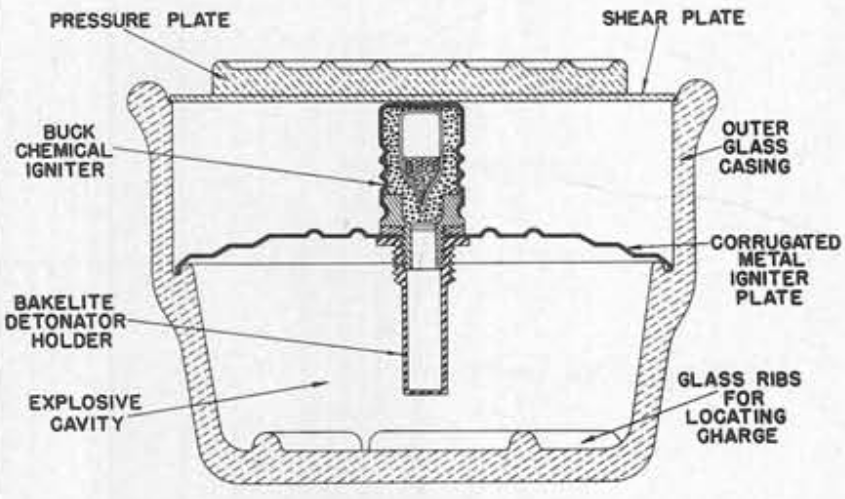
グラスミーネ43の構造図。アメリカ陸軍のマニュアルより。

この地雷は直径150mmのガラス製ボウル、内蔵された炸薬、そして信管で構成されている。地雷の頂部は厚さ6.4mmの薄いガラス製ディスクで覆われていた。このディスクの上部に、厚みがあって成形されたガラス製感圧板が配置された。個々の地雷に少量のセメントパテが用いられ、弾体とガラス製ディスクの間隙を密閉し、また地雷を防水化した。
足をかけると、感圧板がガラス製ディスクを押し割り、信管を起爆させ、地雷内部の主炸薬を爆発させた。これは当時のドイツ軍で標準的に使われていた炸薬「Sprengkörper 28」で、炸薬量は200gだった。雷管は2種類が使われた。この地雷の初期型には、機械式で雷管を用いる「Hebelzünder 44（44式レバー信管の意）」信管が使われた。後期型には主炸薬に火をつける装置として「Buck点火装置」が使われた。
Buck点火装置とは薄いアルミニウムを波状にして作った小さい缶である。これに硫酸を詰めたガラス製アンプルを内蔵し、ナフタレンを粉末化したフラッシュパウダーで周囲を取巻いている。この缶は約2.3kgの圧力を受けると砕け、内蔵したアンプルが割れて酸と粉末の混合が引き起こされる。化学反応の結果はフラッシュが生まれ、主炸薬の信管に点火する。
1944年および1945年、1,100万個の地雷が生産された。第二次世界大戦終結時には970万個が保管されたままとなっていた。製造にはグラスヒュッテ・ギフホルンが他の企業と共に参加していた。

## 効果
破片化したガラスは容易にX線で見つからないため、従来型の地雷よりも被害者の治療が困難となった。また、ガラスは感染の危険性を高めた。さらに、致死的な傷の評価がより難しくなった。
この形式の地雷は、アイフェル国立公園の敷地内にあるフォーゲルザンク軍事訓練区域に、未だに埋設されたままである。ここは以前「ナチ指導者訓練センター」が置かれていた。
この形式の地雷が敷設された区域の除去作業には労力を集中する。原野を手作業やカイラーのようなフレイル式地雷除去装置で一掃する必要がある。ただし、後者は地雷原の啓開という、異なる戦術的な用途のために開発されたため、ある程度のエラーがある。
2004年の時点で、コロンビアのゲリラ達により、この形式の手製地雷が投入されている。